# Franse Senaatsverkiezingen 1983
De Franse Senaatsverkiezingen van 1983 vonden op 25 september 1983 plaats. Het was de achtste keer dat een derde van de Senaat werd gekozen tijdens de Vijfde Franse Republiek.

## Verkiezingsprocedure
De Franse Senaat wordt indirect gekozen door middel van kiesmannen (grands électeurs), lokale volksvertegenwoordigers, zoals regionale-, departements-, en (soms) stadsbestuurders (w.o. burgemeesters en wethouders).

## Uitslag
| Groepering                                | Afkorting | Zetels | Verschil | Percentage |
| ----------------------------------------- | --------- | ------ | -------- | ---------- |
| Union républicains et des indépendants    | URI       | 50     |          |            |
| Socialiste                                | SOC       | 70     |          |            |
| Union centriste des démocrates de progrès | UCDP      | 71     |          |            |
| Rassemblement pour la République          | RPR       | 58     |          |            |
| Gauche Démocratique                       | GD        | 27     |          |            |
| Radicaux                                  | MRG       | 12     |          |            |
| Niet-ingeschrevenen                       | NI        | 5      |          |            |
| Communiste                                | COM       | 24     |          |            |
| Totaal:                                   |           | 317    |          | 100,0 %    |

## Voorzitter
| Afbeelding | Persoon     | Datum van verkiezingen | Opmerking |
| ---------- | ----------- | ---------------------- | --------- |
|            | Alain Poher | 3 oktober 1983         | herkozen  |